# Línia de Benrath

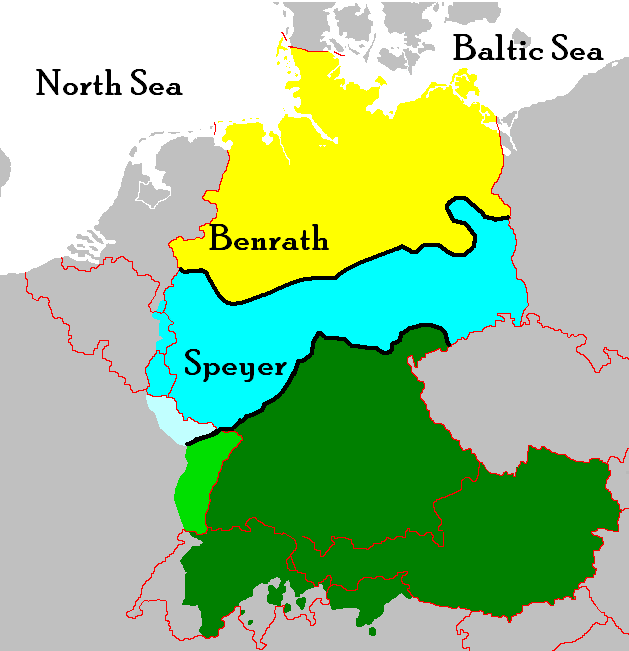
L'alt Alemany se subdivideix en Alemany superior (verd) i Alemany Central (blau), distingint-se del Baix Alemany (groc). Les principals línies isoglòssiques estan marcades en negre.

En lingüística alemanya, la línia de Benrath (Alemany: Benrather Linie) és la isoglossa maken-machen. És tradicionalment utilitzada per distingir les varietats de l'Alt Alemany de les del Baix Alemany. La línia va de Benrath (part de Düsseldorf) i Aquisgrà a l'est d'Alemanya, al costat de Frankfurt de l'Oder a l'àrea de Berlín i Dessau.
La segona mutació consonàntica (segles de III a IX dC), en les primeres tres fases del qual no varen participar els dialectes baix alemanys, va afectar les varietats del sud de les llengües germàniques occidentals continu lingüístic. L'impacte de la mutació consonàntica, augmenta gradualment a mesura que s'avança cap al sud.
La línia de Benrath no marca l'efecte més septentrional de la mutació consonàntica, atès que la línia de Uerdingen, la isoglossa ik-ich, cau més al nord, i alguns dels canvis perifèrics associats amb la mutació afectaren al Baix Alemany.